# Conochilus unicornis
Conochilus unicornis is een soort in de taxonomische indeling van de raderdieren (Rotifera). 
Het dier behoort tot het geslacht Conochilus en behoort tot de familie Conochilidae. De wetenschappelijke naam van de soort werd voor het eerst geldig gepubliceerd in 1892 door Rousselet.